# Moussa Faki
Moussa Faki Mahamat (in arabo موسى فكي‎?; Biltine, 21 giugno 1960) è un politico ciadiano, dal 30 gennaio 2017 ricopre la carica di presidente della Commissione dell'Unione africana.
Dal giugno 2003 al febbraio 2005 ha ricoperto la carica di Primo ministro del Ciad. Dall'aprile 2008 al gennaio 2017 è stato Ministro degli affari esteri del Ciad.

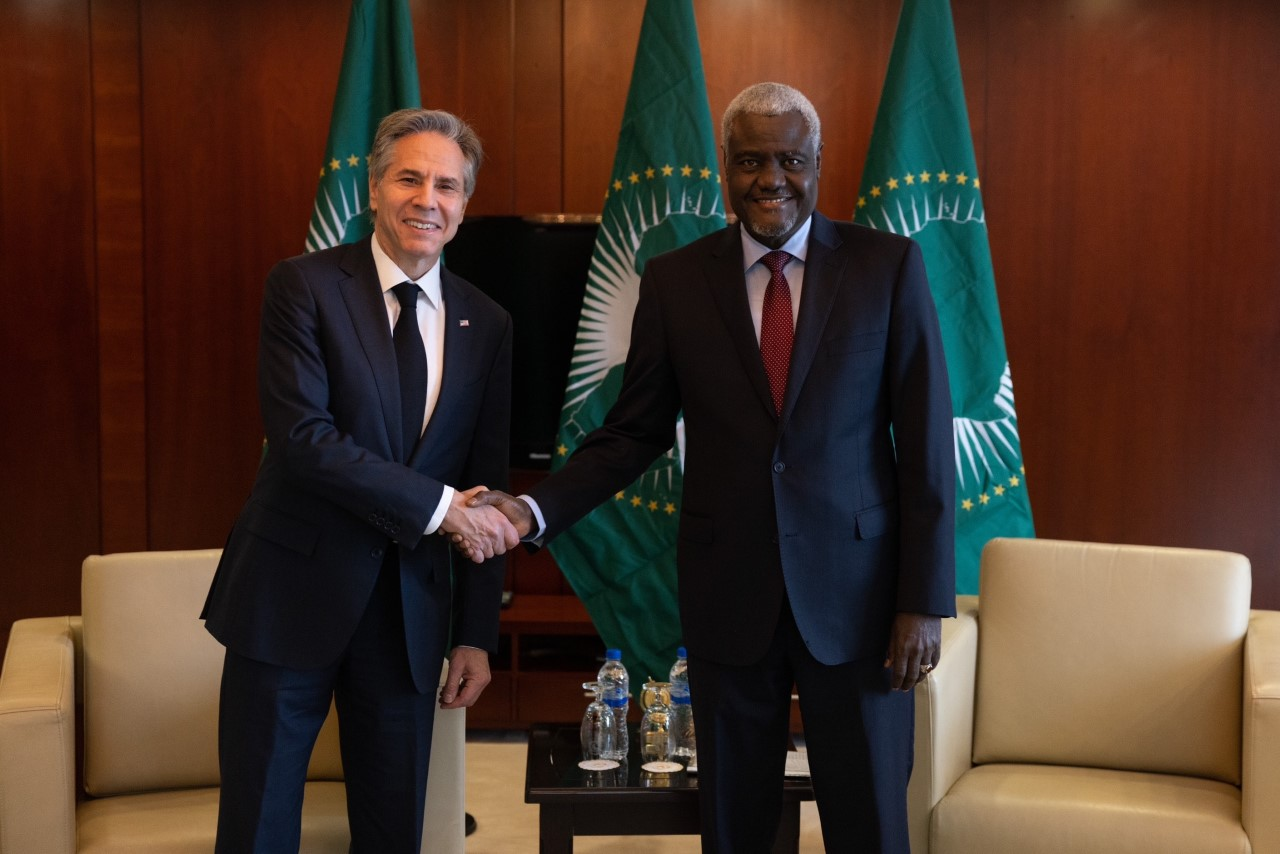
Il segretario di Stato statunitense Antony Blinken e il presidente Moussa Faki, Addis Abeba, 16 marzo 2023

## Biografia
Moussa Faki è nato a Biltine, nel Ciad orientale, e appartiene all'etnia Zaghawa. Ha frequentato l'università a Brazzaville, nella Repubblica del Congo, dove ha studiato diritto pubblico.
È andato in esilio quando Hissène Habré ha preso il potere il 7 giugno 1982 e si è unito al Consiglio democratico rivoluzionario guidato da Acheikh Ibn Oumar; tuttavia, non è tornato in Ciad quando Acheikh si è unito a Habré nel 1988, ma è ritornato il 7 giugno 1991, dopo che Idriss Déby aveva preso il potere.
È stato direttore generale di due ministeri prima di ricoprire l'incarico di direttore generale della Société Nationale Sucrière du Tchad (SONASUT) tra il 1996 e il 1999.
Successivamente ha prestato servizio come direttore del gabinetto del presidente Déby dal marzo 1999 al luglio 2002 ed è stato il direttore della campagna di Déby per le elezioni presidenziali del maggio 2001.
Faki è stato poi nominato Ministro dei lavori pubblici e dei trasporti nel governo del Primo ministro Haroun Kabadi, incaricato il 12 giugno 2002.
Dopo un anno in quella carica, è stato nominato dal Presidente Déby Primo ministro il 24 giugno 2003, in sostituzione di Kabadi. La nomina di Faki era insolita perché, essendo anche il Presidente Déby del nord, per bilanciare, la carica di Primo ministro sarebbe spettata a un uomo del sud.
Faki si è dimesso all'inizio di febbraio 2005 nel mezzo di uno sciopero della pubblica amministrazione e a causa di un presunto litigio con Déby.
Dopo due anni passati negli Stati Uniti è stato nominato membro del Consiglio economico, sociale e culturale del Ciad il 19 gennaio 2007 ed eletto presidente del Consiglio stesso il 15 febbraio 2007.
Nel governo di coalizione del primo ministro Youssouf Saleh Abbas, il 23 aprile 2008 è stato nominato ministro degli affari esteri.
Negli anni da ministro degli affari esteri si è  distinto per l'azione del Ciad contro il terrorismo islamista, sia nel Sahel che contro Boko Haram nella regione del lago Ciad.
Il 30 gennaio 2017 è stato eletto Presidente della Commissione dell'Unione africana, contrapposto alla keniana Amina Mohamed, assumendo tale carica il 14 marzo 2017.
Il 6 febbraio 2021 è stato rieletto presidente della Commissione dell'Unione africana per il quadriennio 2021-2024.